# Hennadij Horbenko
Hennadij Horbenko (ukrainisch Геннадій Горбенко, engl. Transkription Hennadiy Horbenko; * 22. September 1975 in Dnipro; † 28. März 2025) war ein ukrainischer Hürdenläufer, der sich auf die 400-Meter-Strecke spezialisiert hatte.

## Sportliche Laufbahn
Insgesamt neunmal wurde er nationaler Meister (1994, 1995, 1999–2005).
Bei den Leichtathletik-Weltmeisterschaften 1995 in Göteborg schied er im Vorlauf aus, bei den Olympischen Spielen 2000 in Sydney wurde er Achter, und bei der Universiade 2003 Fünfter.

## Persönliche Bestzeiten
- 400 m: 46,89 s, 29. Mai 2004, Kiew
- 400 m Hürden: 48,40 s, 25. September 2000, Sydney (im Halbfinale)